# De hemligas ö (TV-serie)
De hemligas ö är en TV-serie i sex delar, som sändes på TV1 hösten 1972, baserad på en ungdomsroman med samma namn, med vänsterpolitiska förtecken, skriven 1966 av Sven Wernström. Manus och regi stod Jan Halldoff för.

## Handling
Handlingen i boken kretsar kring en grupp barnscouter som förliser på en öde ö och skapar en egen civilisation med alla triumfer och problem det innebär. Bokens två scoutgäng är i serien utbytta mot ett gäng, Hökarna, från en ungdomsgård i Hökarängen och en sjöscoutsgrupp, Falkarna.

## Om serien
Serien spelades in sommaren 1971 i Trosa skärgård. Beteendemönstret i serien har blivit ifrågasatt av vuxna tittare. I en kort videointervju som visades inför serien  svarade Halldoff med att det är en barn- och ungdomsberättelse och att han därför medvetet vände på allt. Han menade att ungdomar uppskattar berättelsen och har konstaterat att det är rätt, och att han egentligen riktade filmen till vuxna med frågan: Hur ser ni på det här?. "Vi riktar oss alltså mer emot den äldre generationen än den yngre, eftersom den yngre håller med om det som sägs, beteendemönster och sånt.", konstaterade han. Han tillade att när det under inspelningen talades om att dämpa ned något svarade ungdomarna att det var fel. 9 av de 27 ungdomarna i De hemligas ö medverkade även i Halldoffs film Stenansiktet.

## Rollista
- Annika Levin – Eva
- Ann-Sofie Kylin – Fia
- Birgitta Wanatowski – Ann
- Björn Glemme – Benka
- Rolf Sohlman – Håkan
- Mats Robert – Olle
- Leif Möller – Jan-Olof
- Peter Ström – Kalle
- Per Eklöf – Roger
- Dennis Andersson – Björn
- Eva Norberg – Kerstin
- Göran Hellman – Jörgen
- Thomas Friborn – Per
- Tommy Johansson – Pierre
- Mike Hahn – Leif
- Marie Myrander – Lotta
- Marie Möller – Margarita
- Ingemar Hasselquist – Tommy
- Lena Eriksson – Åsa
- Marie-Louise Håkansson – Yvonne
- Marie Ulfeberth – Karin
- Hans Berglind – Hasse
- Jonas Bjurman – Jonas
- Nils Claesson – Nisse
- Dodo Claesson – Dodo
- Anders Oskarsson – Peter
- Thomas Söderström – Ove
- Anna Sällström – ledare
- Bo Halldoff – Einar, ledare
- Arvid Rundberg – kapten

### Fotnoter
1. ↑  Dagens Nyheter, 11 juli 1971, sid. 7
2. ↑  Dagens Nyheter, 8 maj 1971, sid. 16
3. ↑  Inför De hemligas ö på Svensk mediedatabas
4. ↑  Dagens Nyheter, 3 augusti 1972, sid. 14